# Karsenia koreana
La salamandra de grieta coreana (Karsenia koreana) es una especie de salamandra sin pulmones. Habita debajo de las rocas en áreas de bosques de calizas de la península de Corea. Fue descubierta por Stephen J. Karsen, un profesor de ciencias estadounidense que trabajaba en Daejeon, Corea del Sur, en 2003 y descrita en 2005. Aunque las salamandras plethodontidas comprenden el setenta por ciento de las especies de salamandras en todo el mundo, Karsenia koreana es el primer miembro de este taxón conocido en Asia. Al igual que otros plethodontidos, carece de pulmones y respira a través de su piel húmeda. Es la única especie del género Karsenia.

## Sistemática y biogeografía
El análisis clástico, utilizando el análisis bayesiano de datos moleculares, coloca a Karsenia koreana como el grupo hermano del clado que contiene a Aneides y las salamandras desmognathine. Esto implica que las salamandras plethodontidos pudieron tener un rango mundial hace entre 60 y 100 millones de años. A medida que el clima global se enfrió, los taxones del Nuevo Mundo prosperaron, mientras que las poblaciones del Viejo Mundo disminuyeron. Otras plantas y animales actualmente encontradas en Asia y América del Norte comparten relaciones cercanas, mostrando un patrón similar de biogeografía.

## Descripción
Los machos miden entre 38.5–47.7 mm (1.52–1.88 pulgadas) y las hembras entre 38.5–47.7 mm (1.52–1.88 pulgadas) de largo en la longitud del hocico-ventral. El hábitat es moderadamente robusto. La cabeza es relativamente ancha. Los ojos son pequeños y moderadamente protuberantes. Hay 14–15 surcos costales. La cola es redonda en la base, pero en algunos individuos se vuelve comprimida lateralmente hacia su extremo. La cola completa (es decir, no regenerada) es aproximadamente del mismo tamaño que la longitud del hocico-ventral. La especie está oscuramente pigmentada. Hay una amplia franja dorsal de color variable (de color rojizo a amarillo parduzco, canela o marrón oscuro) y distinción (destacada y brillante a oscura). Las superficies laterales son uniformemente oscuras, pero tienen una capa sutil de pequeñas motas blancas. Las superficies ventrales son pálidas con motas blancas moderadamente grandes que carecen de una línea central.

## Hábitat y conservación
Esta especie se encuentra en pendientes húmedas de talud y deslizamientos de rocas de caliza en bosques jóvenes dominados por Pinus densiflora y Quercus mongolica, generalmente debajo de piedras pequeñas. Aunque la especie se considera localmente común y razonablemente difundida (a partir de 2006, se conocía de más de 20 sitios), no se ha estudiado bien en el campo. Por lo tanto, su historia natural, dinámica poblacional y comportamiento reproductivo permanecen desconocidos.